# Asociación Deportiva 9 de Julio (Morteros)
La Asociación Deportiva 9 de Julio es un club de fútbol argentino de la ciudad de Morteros. Departamento San Justo, Córdoba fundado el 25 de febrero de 1942. La institución deportiva es conocida por el apodo El Celeste y El Nueve. Su estadio es conocido como La Villa y cuenta con capacidad para 7000 espectadores. A partir de 2020 jugará el Torneo Regional Amateur. 
9 de Julio es una institución que cuenta con varias disciplinas deportivas tales como el fútbol masculino, baloncesto, voleibol, tenis, ajedrez, hockey, rugby, karate, gimnasia, natación y patinaje; siendo el fútbol y baloncesto las más destacadas por la obtención de varios títulos. En 2022 comenzó la práctica de fútbol femenino. 
Ha jugado en varias competiciones nacionales tales como el Torneo Federal A, Torneo Argentino B, Torneo Argentino C y la Copa Argentina. A nivel regional forma parte de la Liga Regional de Fútbol San Francisco, donde ha conquistado el torneo local en varias ocasiones.

## Palmarés
Torneos regionales
- Liga Regional de Fútbol San Francisco (19): 1954, 1959, 1963, 1967, 1970, 1980, 1981, 1985, 1986, 1997, 1998, 1999, 2000, 2001, 2002, 2003, 2004, 2011, 2019.

- Torneos oficiales (16): 1980, 1981, 1983, 1984, 1985, 1986, 1991, 1994, 1996, 1997, 1998, 2000, 2001, 2002, 2003, 2011.[4]

Baloncesto
- Torneo Asociación Morterense (15): 1989, 1990, 1991, 1993, 1994, 1995, 1996, 1997, 1998, 2000, 2001.[5]

- Torneo Provincial (2) : 1992-93, 1993-94.[2]